# Balʿarab ibn Sultan
Balʿarab ibn Sultan (arabisch بلعرب بن سلطان بن سيف بن مالك بن أبي العرب اليعربي, DMG Balʿarab b. Sulṭān b. Saif b. Mālik b. Abī l-ʿArab al-Yaʿarubī, auch Bilʿarab, Bilʿarub; † 1692) war Imam von Oman von 1668 oder 1679 oder 1680 bis 1692.
Balʿarab ibn Sultan wurde nach dem Tod seines Vaters Sultan ibn Saif I. zum Imam der Ibaditen gewählt. Er nutzte den wirtschaftlichen Wohlstand des Reiches zur Förderung von Kultur und Wissenschaft. Auch errichtete er mit der Festung von Jabrin bei Bahla eine neue Residenz. Zwar dauerten die Kämpfe mit Portugal an (1670 wurde Diu in Indien erobert), doch kam es innerhalb der Yaruba-Dynastie zu Spannungen, als Saif ibn Sultan, ein Bruder von Balʿarab, die Übernahme der Macht anstrebte. Saif setzte schon zu Lebzeiten von Balʿarab seine Wahl zum Imam durch. Die dynastischen Auseinandersetzungen gipfelten in einen Bürgerkrieg und dem Sturz von Balʿarab (1692). Balʿarab starb nach der Eroberung der Festung von Jabrin durch Saif in Gefangenschaft. Saif ibn Sultan I. (1692–1708) konnte nun die Herrschaft in Oman antreten.